# Люфт
Люфт (от нем. Luft — «воздух») — зазор, промежуток, свободный ход — термин, применяемый в механике и видеомонтаже.

## Механика

Мёртвый ход (люфт) в паре зубчатых колёс

В механике люфт обозначает свободный или мёртвый ход, то есть минимальную величину движения передающего элемента механической системы, которая требуется для получения отклика управляемого элемента системы. Следовательно, величина люфта определяет степень перемещения или поворота элемента управления, которая не приводит к изменениям в управляемой системе. Чем выше люфт, тем большее воздействие нужно применить к элементу управления для произведения хоть какого-то изменения в объекте управления.
Суммарный люфт в рулевом управлении не должен превышать 10° у легкового автомобиля, 20° у автобуса и 25° у грузового автомобиля. Прибор для определения величины люфта в механизме рулевого управления автомобиля называется люфтомером.
Обычно люфт является нежелательным явлением, к тому же величина люфта увеличивается со временем из-за износа поверхностей трущихся деталей. Однако в некоторые узлы люфт вводят специально, например, между ротором и крыльчаткой насоса стиральной машины умышленно введен люфт более 180°: он необходим, так как электродвигатель привода насоса имеет крайне малый стартовый вращающий момент.
Также люфтом часто называют ситуацию, когда какая-то деталь движется относительно других деталей, хотя не должна.

## Искусство
Слово люфт также используется в видеомонтаже где означает последовательность кадров видеоматериала, где нет голосовой начитки, текстовой информации, есть только видеоряд и музыкальное сопровождение.
Также термин «люфт» используется в музыке. Там он обозначает «вдох», — довольно длительную паузу во время исполнения музыкального произведения. Например, при игре на пианино исполнитель на пару секунд символично поднимает руки над клавиатурой, обозначая тот самый «вдох».